# بيدرو أوليفييرا
بيدرو أوليفييرا (بالبرتغالية: Pedro Miguel Ferreira de Oliveira‏) (30 نوفمبر 1981 في البرتغال - ) هو لاعب كرة قدم برتغالي في مركز الوسط. شارك مع منتخب البرتغال تحت 18 سنة لكرة القدم ومنتخب البرتغال تحت 20 سنة لكرة القدم ومنتخب البرتغال تحت 21 سنة لكرة القدم. أما مع النوادي، فقد لعب مع سي إف آر كلوج ونادي أكاديميكا كويمبرا ونادي بورتو ونادي بيزا ونادي فيتوريا سيتوبال ونادي كريتيل ونادي ليتشويس ونادي مودينا ويو تي أي أراد ونادي أريتسو وFC Porto B ‏ ونادي بورتيمونينسي.

## روابط خارجية
- بيدرو أوليفييرا على موقع قاعدة بيانات كرة القدم.إي يو (الإنجليزية)
- بيدرو أوليفييرا على موقع Soccerway.com (الإنجليزية)
- بيدرو أوليفييرا على موقع عالم كرة القدم.نت (الإنجليزية)